# De Macht van het Zwaard
De Macht van het Zwaard is het eerste deel in de epische fantasyserie De Eerste Wet van de Britse schrijver Joe Abercrombie. Het werd voor het eerst gepubliceerd in 2006 door uitgeverij Gollancz en werd wereldwijd goed ontvangen.

## Plot
Het verhaal concentreert zich op meerdere personen, waarvan de beruchte Logen Negenvinger de belangrijkste is. Hij is de Held van de Unie, wiens geluk eindelijk op een einde lijkt te lopen. Ook de voormalige zwaardmeester Glokta, die nu kreupel is en martelaar voor de machtige Inquisitie, speelt een belangrijke rol in de diepste krochten van de Unie. En dan is er nog Bayaz, die kans maakt om de Eerste van Magiërs te worden maar besluit Logen te helpen in zijn strijd tegen de wrede Koning van het Noorden, Bethod, die de gehele Unie aan zijn kling wil rijgen.